# 藤沢越堂
藤沢越堂（） は、昭和時代の日本画家。
師は松本楓湖・川合玉堂、日本美術協会出品。本名　藤沢清二郎。
故郷は新潟県三条市。
戦前から戦後まで渋谷区にある松濤に住んでいた。
越堂の妻がお金持ちの娘であった事から、妻の実家の援助があったそうだ。
越堂は川合玉堂の弟子であった為、出身地の越後の「越」と師匠である玉堂の「堂」を取り「越堂」とか名乗った。
越堂のほか、北湖・東堂とも号した。
はじめ三条町の帰山雲涯に学び、のちに上京して松本楓湖に、ついで川合玉堂に師事。
越堂はある事件に巻き込まれて、濡れ衣を着せられ破門になるが、その後も日本画を描き続けていた。
今でも作品は新潟県三条市の三条市歴史民俗産業資料館に保存されている
。